# Patsy Cline Showcase
| Recensione                        | Giudizio |
| --------------------------------- | -------- |
| AllMusic                          | [ 1 ]    |
| The New Rolling Stone Album Guide | [ 2 ]    |

Patsy Cline Showcase è il secondo album discografico della cantante country statunitense Patsy Cline (con il gruppo vocale dei The Jordanaires), pubblicato  dalla casa discografica Decca Records nel novembre del 1961.

## Tracce

### LP
Lato A
1. I Fall to Pieces – 2:47 (Hank Cochran, Harlan Howard) – Registrato il 16 novembre 1960 al Bradley film and Recording Studio di Nashville, Tennessee
2. Foolin' 'Round – 2:12 (Harlan Howard, Buck Owens) – Registrato il 24 agosto 1961 al Bradley Film and Recording Studio di Nashville, Tennessee
3. The Wayward Wind – 3:15 (Herb Newman, Stan Lebowsky) – Registrato il 17 agosto 1961 al Bradley Film and Recording Studio di Nashville, Tennessee
4. South of the Border (Down Mexico Way) – 2:25 (Jimmy Kennedy, Michael Carr) – Registrato il 25 agosto 1961 al Bradley Film and Recording Studio di Nashville, Tennessee
5. I Love You so Much It Hurts Me – 2:11 (Floyd Tillman) – Registrato il 24 agosto 1961 al Bradley Film and Recording Studio di Nashville, Tennessee
6. Seven Lonely Days – 2:05 (Earl Shuman, Alden Shuman, Marshall Brown) – Registrato il 24 agosto 1961 al Bradley Film and Recording Studio di Nashville, Tennessee

Lato B
1. Crazy – 2:41 (Willie Nelson) – Registrato il 21 agosto 1961 al Bradley Film and Recording Studio di Nashville, Tennessee
2. San Antonio Rose – 2:13 (Bob Wills) – Registrato il 17 agosto 1961 al Bradley Film and Recording Studio di Nashville, Tennessee
3. True Love – 2:06 (Cole Porter) – Registrato il 17 agosto 1961 al Bradley Film and Recording Studio di Nashville, Tennessee
4. Walkin' After Midnight – 2:00 (Don Hecht, Alan Block) – Registrato il 25 agosto 1961 al Bradley Film and Recording Studio di Nashville, Tennessee
5. A Poor Man's Roses (Or a Rich Man's Gold) – 2:30 (Bob Hilliard, Milton DeLugg) – Registrato il 17 agosto 1961 al Bradley Film and Recording Studio di Nashville, Tennessee
6. Have You Ever Been Lonely (Have You Ever Been Blue) – 2:10 (Peter DeRose, George Brown) – Registrato il 24 agosto 1961 al Bradley Film and Recording Studio di Nashville, Tennessee

## Musicisti
I Fall to Pieces
- Patsy Cline - voce solista
- Harold Bradley - chitarra
- Hank Garland - chitarra
- Ben Keith - chitarra steel
- Hargus Robbins - pianoforte
- Bob Moore - contrabbasso
- Douglas Kirkham - batteria
- The Jordanaires (gruppo vocale) - accompagnamento vocale, cori
- Owen Bradley - produttore

Foolin' 'Round / I Love You so Much It Hurts Me / Seven Lonely Days / Have You Ever Been Lonely (Have You Ever Been Blue)
- Patsy Cline - voce solista
- Harold Bradley - chitarra
- Grady Martin - chitarra
- Randy Hughes - chitarra
- Walter Haynes - chitarra steel
- Hargus Robbins - pianoforte
- Bob Moore - contrabbasso
- Buddy Harman - batteria
- The Jordanaires (gruppo vocale) - accompagnamento vocale, cori
- Owen Bradley - produttore

The Wayward Wind / San Antonio Rose / True Love / A Poor Man's Roses (Or a Rich Man's Gold)
- Patsy Cline - voce solista
- Harold Bradley - chitarra
- Grady Martin - chitarra
- Randy Hughes - chitarra
- Walter Haynes - chitarra steel
- Hargus Robbins - pianoforte
- Bob Moore - contrabbasso
- Buddy Harman - batteria
- Brenton Banks - violino*
- George Binkley III - violino*
- Lilian Hunt - violino*
- Suzanne Parker - violino*
- John Bright - viola*
- Cecil Brower - viola*
- Byron Bach - violoncello*
- The Jordanaires (gruppo vocale) - accompagnamento vocale, cori
- Owen Bradley - produttore

South of the Border (Down Mexico Way) / Walkin' After Midnight
- Patsy Cline - voce solista
- Harold Bradley - chitarra
- Grady Martin - chitarra
- Randy Hughes - chitarra
- Walter Haynes - chitarra steel
- Hargus Robbins - pianoforte
- Bob Moore - contrabbasso
- Buddy Harman - batteria
- The Jordanaires (gruppo vocale) - accompagnamento vocale, cori
- Owen Bradley - produttore

Crazy
- Patsy Cline - voce solista
- Harold Bradley - chitarra
- Grady Martin - chitarra
- Randy Hughes - chitarra
- Walter Haynes - chitarra steel
- Floyd Cramer - pianoforte
- Bob Moore - contrabbasso
- Buddy Harman - batteria
- The Jordanaires (gruppo vocale) - accompagnamento vocale, cori
- Owen Bradley - produttore[4] *[5]

## Classifica
Singoli
| Anno | Titolo del brano | Classifica         | Posizione raggiunta |
| ---- | ---------------- | ------------------ | ------------------- |
| 1961 | Crazy            | Billboard Hot 100  | 9                   |
| 1961 | I Fall to Pieces | Billboard Hot 100  | 12                  |
| 1961 | Crazy            | Adult Contemporary | 2                   |
| 1961 | I Fall to Pieces | Adult Contemporary | 6                   |
| 1961 | I Fall to Pieces | Hot Country Songs  | 1                   |
| 1962 | Crazy            | Hot Country Songs  | 2                   |